# 吕尔西堡
吕尔西堡（法語：Lurcy-le-Bourg，法語發音：[lyʁsi lə buʁ]）是法国涅夫勒省的一个市镇，属于卢瓦尔河畔科讷库尔区。

## 地理
吕尔西堡（47°9'40"N, 3°23'12"E）面积22.58 平方千米，位于法国勃艮第-弗朗什-孔泰大區涅夫勒省，该省份为法国中部省份，北至约讷省，西北接卢瓦雷省，西接谢尔省，南至阿列省，东南接索恩-卢瓦尔省，东临科多尔省。
与吕尔西堡接壤的市镇（或旧市镇、城区）包括：乌隆、圣伯南代布瓦、圣玛丽、诺莱、普雷姆里、圣弗朗希。
吕尔西堡的时区为UTC+01:00、UTC+02:00（夏令时）。

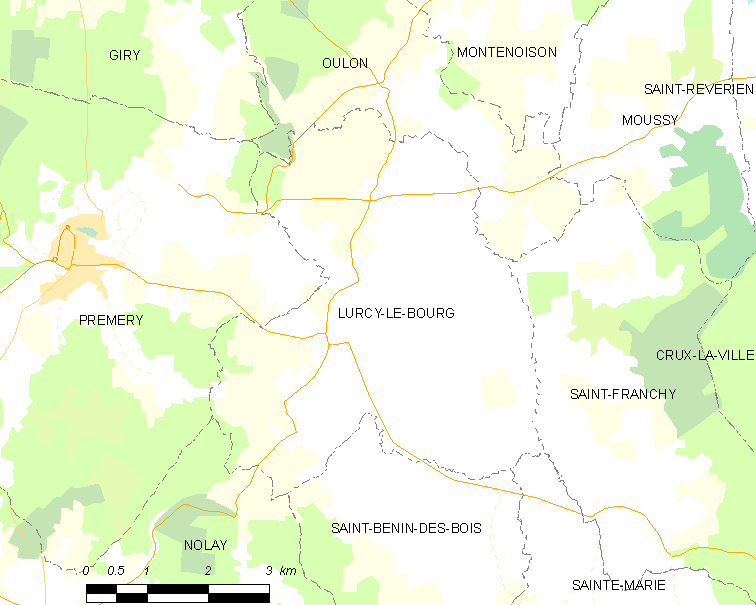
吕尔西堡的OSM定位图

## 行政
吕尔西堡的邮政编码为58700，INSEE市镇编码为58147。

## 政治
吕尔西堡所属的省级选区为卢瓦尔河畔拉沙里泰县。

## 人口

1962-2008年间吕尔西堡人口变化图示

吕尔西堡于2022年1月1日时的人口数量为274人。